# Resthochmoorfläche in Leezdorf und Rechtsupweg
Die Resthochmoorfläche in Leezdorf und Rechtsupweg ist ein geschütztes, flächenhaftes Naturdenkmal auf dem Gebiet der Samtgemeinde Brookmerland im niedersächsischen Landkreis Aurich in Ostfriesland. Es trägt die Nummer ND AUR 00122.

## Beschreibung des Gebietes
Das am 17. Februar 1989 ausgewiesene flächenhafte Naturdenkmal liegt östlich des Heideweges auf dem Gebiet von Leezdorf, einer Teilgemeinde der Samtgemeinde Brookmerland. Es besteht größtenteils aus einem langgezogenen Resthochmoorsockel mit vorgelagerten Brachflächen. Im Bereich des Naturdenkmals finden sich weiterhin aufgeforstete Flächen, kleine Teiche und landwirtschaftliche Nutzflächen. Der Landkreis stellte das Gebiet aufgrund seiner Bedeutung für Heimatkunde und Wissenschaft, zur Sicherung vor Zerstörung und Veränderungen und als Rast-, Nahrungs- und Brutbiotop für verschiedene Vogelarten unter Schutz.